# Entrenament intel·ligent
L'entrenament intel·ligent es refereix als diversos mètodes existents per conferir als sistemes d'intel·ligència artificial xarxes de connexió de dades i aprenentatge semblants a les xarxes neuronals humanes. Mètodes emergents dins d'aquest camp són les xarxes neuronals artificials profundes, el metaaprenentatge, les xarxes generatives antagòniques i el “desembolicament”.
L'aprenentatge permet als humans acumular experiència i mètodes de resolució per tal de poder millorar i facilitar l'adaptació a unes noves circumstàncies. Així doncs, l'entrenament intel·ligent va orientat sobretot a que els sistemes d'intel·ligència artificial aprenguin processos i sistemes per poder reconèixer objectes, conceptes o dades similars, més que no pas emmagatzemin tota la informació que se’ls introdueix.

## Objectius de la intel·ligència artificial
L'objectiu principal que afronta la intel·ligència artificial és aconseguir que els programes i les màquines adquireixin un nivell de raonament semblant o igual a l'humà. Per arribar a aquest objectiu, seria necessari que aquests aprenguessin conceptes abstractes, adaptessin la seva estratègia a mesura que avança el repte o la situació i entenguessin el marc general que componen els diferents passos que realitza. Per tant, els objectius s'acabarien concretant en una sèrie de punts:
- Resoldre problemes de la mateixa forma que la ment humana.
- Tenir la capacitat de treballar amb informació incompleta o insegura.
- Explicar els resultats obtinguts.
- Aprendre nous continguts a mesura que s'avança en una tasca.
- Reestructurar els coneixements en funció de la informació nova.
- Ser capaç de prescindir de les normes quan aquestes no són aplicables al problema que s'afronta.[2]

## Xarxes neuronals artificials profundes

Esquema de funcionament d'una xarxa neuronal artificial profunda.

Les xarxes neuronals artificials profundes són un dels mètodes més utilitzats per desenvolupar la IA. Aquest sistema permet que les màquines siguin capaces de reconèixer diferents nivells d'abstracció. Els àmbits en els que ha generat una diferència més notable són el reconeixement dels idiomes i la detecció i reconeixement dels objectes, que a la vegada ha contribuït en la detecció de drogues i a l'anàlisi del genoma.

### Funcionament
El sistema de xarxes neuronals artificials busca imitar les xarxes neuronals humanes amb una base de principis matemàtics generals, així que es compon per "neurones", és a dir, unitats bàsiques de la computació normalment agrupades per capes. Cada capa compta amb un nivell d'abstracció cada cop més elevat, més abstracte. A cada nivell es componen mòduls no lineals amb cada unitat bàsica que transformen les dades introduïdes a mesura que pugen de capa. El resultat acaba essent, bàsicament, que un sistema IA sigui capaç de classificar un mateix concepte independentment de les diferències irrellevants que pugui tenir cada representació del concepte en qüestió.
Per tant, la capa inicial, amb un grau més alt d'iconicitat, acceptarà l'entrada del contingut explícit de les dades, per exemple els píxels d'una imatge. L'última capa, després que el contingut hagi passat per totes les transformacions, donarà sortida a la informació semàntica de les dades, expressant-ne tan sols el concepte bàsic que permeti interpretar altres dades similars però no iguals en el futur. Les capes intermedies, seran les encarregades de produir les combinacions aritmètiques que portaran la informació al màxim nivell d'abstracció possible. Aquestes connexions, però, es fonamenten mitjançant un procés de assaig-error. Així, una xarxa atorga etiquetes a les diferents informacions i dades que rep fins a ser capaç de classificar informacions que mai ha vist. En el cas d'error, la xarxa retorna la informació a les capes anteriors, va enrere per tal de corregir l'error i evitar que es propagui. Si es detecta una equivocació, la informació pot arribar a retrocedir fins a la primera capa si és convenient.

### Aplicacions
L'aprenentatge mitjançant xarxes artificials profundes ha permés que les màquines i sistemes d'intel·ligència artificial siguin capaços d'analitzar dades amb estructures multidimensionals, en àmbits com la ciència, els negocis i l'administració. Algunes aplicacions més concretes són:
- Reconeixement d'imatges.
- Reconeixement d'idiomes i la parla.
- Anàlisi de molècules (i dades registrades en un accelerador de particules).
- Reconstrucció de circuits neuronals o cerebrals.
- Anàlisi i detecció prematura de les mutacions i malalties en l'àmbit genètica.

De la mateixa manera, altres investigacions en el camp de la lingüística han utilitzat aquesta tècnica per estudiar més a fons el tema del llenguatge, la traducció, la classificació de conceptes i temes, la resolució de dubtes i preguntes i l'anàlisi de la intenció i el sentiment trobats en el llenguatge.

### Limitacions
La competència d'aprenentatge i modulació de les xarxes neuronals ha provocat que la forma en què es tracta la informació en les capes intermedies de la xarxa no sigui clara pels seus creadors i programadors. El circuit que recorren les dades i la manera que aquestes es classifiquen i s'etiqueten en un sol concepte és impossible de diferenciar i documentar a causa de la multiplicitat de connexions que presenta una xarxa. A més, perquè una màquina realitzi tot el procés d'abstracció és neccessària una gran quantitat de dades, fet que també implica una certa capacitat d'emmagatzematge i un temps determinat per a processar-les totes.

## Altres mètodes d'entrenament intel·ligent
Davant de les limitacions que poden presentar les xarxes profundes, altres tècniques d'aprenentatge per a la intel·ligència artificial han sorgit recentment per tal de tractar aquests inconvenients. Les més destacades són el metaaprenentatge, les xarxes generatives antagòniques o l'anomenat "desembolicament".

### Metaaprenentatge
El metaaprenentatge es basa en la premissa que una màquina hauria d'aprendre a aprendre sense obtenir cap coneixement concret. Aquest mètode busca combatre la confusió que es genera en les capes intermedies de les xarxes neuronals artificials profundes i trobar una fórmula general de tractar la informació. Així doncs, també s'incrementa la rapidesa de l'anàlisi i classificació de les dades i es redueix la durada de l'entrenament. Tot i no retenir cap tipus d'informació concreta, cada vegada que realitzi la tasca, la farà més ràpid i millor, és a dir, tindrà una major agilitat a l'hora de resoldre problemes.
La tècnica d'entrenament consta de dues fases: un preentrenament i un entrenament. Aquestes etapes consisteixen en mostrar a la màquina una sèrie de categories de diferents elements per tal que aquesta aprengui a distingir-les. Aquestes categories es van intercalant entre elles i de tant en tant, s'introdueix un sol element d'una de les categories per veure com la xarxa l'identifica. Els primers cops, els resultats no són gaire bons, però l'objectiu d'aquesta pràctica és anar ajustant el punt de partida de la xarxa per tal que aquesta millori cada cop que es torni a realitzar l'exercici.
Tot i que el metaaprenentatge permet prescindir de la informació acumulada durant els entrenaments perquè aquesta s'esborra, també genera una gran quantitat de dades que necessiten ser emmagatzemades: l'aprenentatge i les estratègies que ha obtingut amb els processos anteriors. El metaaprenentatge requereix un entrenament exhaustiu que comporta un cert temps. A més, els problemes matemàtics que s'utilitzen com a exemple per a la xarxa neuronal artificial han d'estar ben definits, ja que sinó s'ha de tornar als algorismes evolutius, que alenteixen tot el treball realitzat prèviament.

### Xarxes generatives antagòniques
Les xarxes generatives antagòniques tenen com a base un sistema d'entrenament de dues xarxes neuronals artificials que funcionen com un generador (o G) i com un discriminador (o D). Ambdues xarxes són de reconeixement, però el generador es fa funcionar a la inversa per tal que en comptes de distingir dades en produeixi mitjançant un soroll aleatori. L'objectiu de G és intentar produir unes dades que aconsegueixin enganyar a D, i l'objectiu de D és encertar si les dades proporcionades per G són reals o no. 
"El model generatiu es podria assimilar a un equip de falsificadors que intenten produir moneda falsa sense que aquesta sigui detectada, mentre que el model discriminatiu és anàlog a la policia, que intenta detectar la moneda falsificada" Generative Adversarial Nets, Ian Goodfellow (trad. de l'anglès)

A continuació, la xarxa discriminatòria transmet informació sobre què l'ha fet encertar o equivocar-se a la xarxa generatriu, que aquesta llavors utilitza per optimitzar les seves creacions. Es crea, per tant, un algorisme d'optimització entre les dues xarxes, fins al punt que la xarxa discriminatòria ha de recórrer a l'atzar per saber si les dades són verdaderes o falses. En el cas que la relació entre les dues xarxes sigui una de competició, els resultats obtinguts es decantaran sobretot cap a la minimització de la predictabilitat, mentre que si la relació és de cooperació, els dos models han de desenvolupar un llenguatge intern per comunicar-se i realitzar la seva tasca.
L'èxit d'aquests sistemes és difícil de preveure, ja que n'hi ha que funcionen i n'hi ha que no. Tot i així, se n'han trobat multiples aplicacions, com ara l'anàlisi de dades cosmològiques, la simulació de col·lisions de partícules o Pix2Pix, que permet processar tot tipus d'imatges.

### Desembolicament
El "desembolicament" consisteix en el fet que la xarxa aprengui a dividir els components d'una informació i analitzi les variacions en cada un d'aquests components independentment dels altres. És a dir, cada una de les "neurones" o unitats de la xarxa és sensible a una sola característica de les dades introduïdes. En aquesta tècnica s'utilitzen també dues xarxes neuronals artificials, una que comprimeix el contingut que processa i l'altra que el torna a expandir. Acabat el procés, la descripció de la informació resulta més senzilla. Al principi de l'entrenament de la xarxa, els paràmetres que aquesta pot llegir és redueixen als de màxima importància; a mesura que avança, es permet que la màquina tingui en compte altres característiques més superficials.
El sistema és útil sobretot per entorns controlats en què els desenvolupadors poden controlar els factors que processa la xarxa. Tot i així, permet fer més comprensible el funcionament de les xarxes neuronals, una certa programació de les accions a realitzar per part d'una màquina o un robot, i a més, permet nous coneixements a les xarxes sense perdre els que havien après amb anterioritat.